# 栃木県小学校の廃校一覧
栃木県小学校の廃校一覧（とちぎけんしょうがっこうのはいこういちらん）は、栃木県内の廃校になった小学校の一覧。対象となるのは、学制改革（1947年）以降に廃校となった小学校、および分校である。学校名は廃校当時のもの。廃校時に小学校（分校）が所在した自治体がその後合併によって消滅している場合は、現行の自治体に含む。また、現在休校中の県内の小学校や分校も、大部分は廃校と同様の扱いを受けているため参考として記載する。
（）内は、廃校になった年である（休校の場合は、その措置が取られた年）。

## 都市部

### 宇都宮市
- 宇都宮市立中央小学校針ヶ谷分校（1969年）[1]
- 上河内村立中里小学校（1967年今里小と統合し上河内町立西小学校〈現：宇都宮市立上河内西小学校〉へ）[2]
- 上河内村立今里小学校（1967年中里小と統合し西小へ）[2]
- 上河内村立東小学校芦沼分校（1972年）[3]
- 上河内町立東小学校上小倉分校（1998年）[3]
- 上河内町立北小学校（2001年西小へ統合）[2]
- 河内町立田原小学校分教室（1970年9月1日）[4]

### 足利市
- 足利市立名草小学校足松分校（1982年）[5]
- 足利市立北郷小学校月谷分校（1996年）[6]
- 足利市立小俣第二小学校（1997年足利市立小俣小学校へ統合）[7]
- 足利市立三和小学校（2000年松田小と統合し足利市立坂西北小学校へ）[8]
- 足利市立松田小学校（2000年三和小と統合し坂西北小へ）[8]
- 足利市立東小学校（2000年一部が柳原小と統合し足利市立けやき小学校へ、一部が千歳小と統合し足利市立桜小学校へ）[9]
- 足利市立柳原小学校（2000年東小の一部と統合しけやき小へ）[9]
- 足利市立千歳小学校（2000年東小の一部と統合し桜小へ）[注釈 1]
- 足利市立大橋小学校（2000年相生小の一部と統合し足利市立青葉小学校へ）[10]
- 足利市立助戸小学校（2000年相生小の一部と統合し足利市立東山小学校へ）[11]
- 足利市立相生小学校（2000年一部が助戸小と統合し青葉小へ[10]、一部が大橋小と統合し東山小へ[11]）
- 足利市立西小学校（2001年けやき小、足利市立三重小学校へ分割統合）[9]
- 足利市立毛野小学校大久保分校（2004年）[12]

### 栃木市
- 栃木市立皆川小学校（1977年泉川小と統合し栃木市立皆川城東小学校へ）[13]
- 栃木市立泉川小学校（1977年皆川小と統合し皆川城東小へ）[13]
- 栃木市立寺尾北小学校（1993年寺尾中央小へ統合）[14]
- 栃木市立栃木第一小学校（2010年栃木二小と統合し栃木市立栃木中央小学校へ）[15]
- 栃木市立栃木第二小学校（2010年栃木一小と統合し栃木中央小へ）[15]
- 栃木市立寺尾中央小学校（2014年寺尾南小と統合し栃木市立寺尾小学校へ）[14]
- 栃木市立寺尾南小学校（2014年寺尾中央小と統合し寺尾小へ）[14]
- 栃木市立小野寺南小学校（2020年小野寺北小と統合し栃木市立小野寺小学校へ）[16]
- 栃木市立小野寺北小学校（2020年小野寺南小と統合し小野寺小へ）[16]
- 都賀町立富張小学校（1980年木村小と統合し栃木市立赤津小学校〈当時：都賀町立〉へ）[17]
- 都賀町立木村小学校（1980年富張小と統合し赤津小へ）[17]
- 都賀町立大柿小学校（1980年赤津小大柿分校となり、1983年廃校）[17]
- 西方村立西方小学校金崎分校（1966年）[18]
- 寺尾村立寺尾中央小学校星野分校（1965年）[14]

### 佐野市
- 佐野市立野上小学校（2013年三好小へ統合）[19]
- 佐野市立船津川小学校（2017年佐野市立植野小学校へ統合）[20]
- 佐野市立戸奈良小学校（2020年佐野市立田沼西中学校などと統合し佐野市立あそ野学園義務教育学校へ）[21]
- 佐野市立三好小学校（同上）[21]
- 佐野市立山形小学校（同上）[21]
- 佐野市立閑馬小学校（同上）[21]
- 佐野市立下彦間小学校（同上）[21]
- 佐野市立飛駒小学校（同上）[21]
- 佐野市立葛生小学校（2023年佐野市立葛生中学校・佐野市立常盤中学校などと統合し佐野市立葛生義務教育学校へ）[22]
- 佐野市立葛生南小学校（同上）[22]
- 佐野市立常盤小学校（同上）[22]
- 佐野市立氷室小学校（同上）[22]
- 葛生町立水木小学校（1980年秋山小と統合し氷室小へ）[23]
- 葛生町立秋山小学校（1980年水木小と統合し氷室小へ）[23]
- 葛生町立会沢小学校（2004年葛生小へ統合）[24]
- 田沼町立長谷場小学校（1984年作原小と統合し野上小へ）[25]
- 田沼町立作原小学校（1984年長谷場小と統合し野上小へ）[25]

### 鹿沼市
- 鹿沼市立石裂小学校（1964年久我小へ統合）[26]
- 鹿沼市立日向小学校（1971年統合により東大芦小〈現：鹿沼市立西小学校〉へ）[27]
- 鹿沼市立酒野谷小学校（同上）[27]
- 鹿沼市立下沢小学校（同上）[27]
- 鹿沼市立引田小学校（同上）[27]
- 鹿沼市立西大芦東小学校（1973年西大芦西小と統合し西大芦小へ）[28]
- 鹿沼市立西大芦西小学校（1973年西大芦東小と統合し西大芦小へ）[28]
- 鹿沼市立梶又小学校（2004年）[29]
- 鹿沼市立粟野第二小学校（2011年粟野第一小〈現：鹿沼市立粟野小学校〉へ統合）[30]
- 鹿沼市立上粕尾小学校（2017年）[31]
- 鹿沼市立西大芦小学校（2018年西小へ統合）[32]
- 鹿沼市立久我小学校（2019年鹿沼市立加園小学校へ統合）[33]
- 粟野町立粟野第三小学校（1992年[34]）
- 粟野町立永野第一小学校（1972年永野第二小と統合し鹿沼市立永野小学校〈当時：粟野町立〉へ）[35]
- 粟野町立永野第二小学校（1972年永野第一小と統合し永野小へ）[35]
- 粟野町立粕尾第一小学校（1965年粕尾第二小と統合し鹿沼市立粕尾小学校〈当時：粟野町立〉へ）[36]
- 粟野町立粕尾第二小学校（1965年粕尾第一小と統合し粕尾小へ）[36]

### 日光市
- 日光市立小来川小学校滝ヶ原分校（1963年）[37]
- 日光市立山久保小学校（1973年[38]）
- 日光市立川治小学校（2010年日光市立鬼怒川小学校へ統合）[39]
- 日光市立川俣小学校（2010年栗山小〈2代目〉へ統合）[40]
- 日光市立野口小学校（2020年日光市立日光小学校へ統合）[41]
- 日光市立所野小学校（同上）[42]
- 日光市立栗山小学校〈2代目〉（2022年休校、2023年鬼怒川小へ統合）[43]
- 日光市立清滝小学校（2024年日光小へ統合）[44]
- 日光市立安良沢小学校（同上）[44]
- 日光市立小来川小学校（2025年今市第三小へ統合）[45]
- 今市市立小百小学校小休戸分教場（1948年）[46]
- 今市市立瀬尾小学校（1958年今市市立今市小学校分校〈現：日光市立今市第二小学校〉開校に伴い廃校）[47]
- 今市市立吉沢小学校（1973年日光市立今市第三小学校〈当時：今市市立〉開校に伴い廃校）[48]
- 足尾町立小滝小学校（1955年原小学校小滝分校となり、1956年廃校）[49]
- 足尾町立足尾小学校横根山分校（1974年）[50]
- 足尾町立神子内小学校（1984年日光市立足尾小学校〈当時：足尾町立〉へ統合）[50]
- 足尾町立原小学校（1996年足尾小へ統合）[50]
- 足尾町立本山小学校（2005年足尾小へ統合）[50]
- 栗山村立川俣小学校川俣温泉分校（1965年川俣小へ統合）[51]
- 栗山村立栗山小学校若間分校（1966年栗山小へ統合）[51]
- 栗山村立栗山小学校上栗山分校（1966年栗山小へ統合）[51]
- 栗山村立栗山小学校野門分校（1966年栗山小へ統合）[51]
- 栗山村立栗山小学校土呂部分校（1974年栗山小へ統合）[52]
- 栗山村立西川小学校（2003年湯西川小へ統合）[53]
- 栗山村立栗山小学校〈初代〉（2005年日向小と統合し栗山小〈2代目〉へ）[40]
- 栗山村立日向小学校（2005年栗山小〈初代〉と統合し栗山小〈2代目〉へ）[40]
- 藤原町立三依小学校五十里分校（1961年日光市立川治小学校〈当時：藤原町立〉へ統合）[54]
- 藤原町立三依小学校上三依分校（1966年）[54]
- 藤原町立横川小学校（1989年）[55]

### 小山市
- 小山市立福良小学校（2017年梁小、延島小、絹中と統合し小山市立絹義務教育学校へ）[56]
- 小山市立梁小学校（2017年福良小、延島小、絹中と統合し絹義務教育学校へ）[56]
- 小山市立延島小学校（2017年福良小、梁小、絹中と統合し絹義務教育学校へ）[56]
- 美田村立穂積小学校間中分校（1958年）[57]

### 真岡市
- 真岡市立山前小学校東大島分校（1981年南高岡分校と統合し山前南小へ）[58]
- 真岡市立山前小学校南高岡分校（1981年東大島分校と統合し山前南小へ）[58]
- 真岡市立山前南小学校（2018年真岡市立山前小学校へ統合）[58]
- 真岡市立東沼小学校（同上）[58]
- 真岡市立中村東小学校（1983年中村小東分校から独立、2018年真岡市立中村小学校へ統合）[59]
- 真岡市立中村南小学校（1987年中村小若旅分校から独立、2018年中村小へ統合）[59]
- 二宮町立長沼南小学校（2008年長沼北小と統合し真岡市立長沼小学校〈当時：二宮町立〉へ）[60]
- 二宮町立長沼北小学校（2008年長沼南小と統合し長沼小へ）[60]
- 二宮町立物部小学校高田分校（2008年）[61]

### 大田原市
- 大田原市立佐久山小学校藤沢分校（1967年）[62]
- 大田原市立須佐木小学校（2006年大田原市立須賀川小学校へ統合）[63]
- 大田原市立黒羽小学校〈初代〉（2013年片田小と統合し大田原市立黒羽小学校〈2代目〉へ）[64]
- 大田原市立片田小学校（2013年黒羽小〈初代〉と統合し黒羽小〈2代目〉へ）[64]
- 大田原市立川西小学校〈旧〉（2013年統合により大田原市立川西小学校〈新〉へ）[65]
- 大田原市立蜂巣小学校（同上）[65]
- 大田原市立寒井小学校（同上）[65]
- 大田原市立福原小学校（2020年大田原市立佐久山小学校へ統合）[66]
- 大田原市立湯津上小学校〈初代〉（2024年統合により大田原市立湯津上小学校〈2代目〉へ）[67]
- 大田原市立佐良土小学校（同上）[67]
- 大田原市立蛭田小学校（同上）[67]
- 黒羽町立両郷西小学校（1971年黒羽小〈初代〉へ統合）[64]
- 黒羽町立両郷東小学校（1977年大田原市立両郷中央小学校〈当時：黒羽町立〉へ統合）[68]
- 黒羽町立北野上小学校（1983年黒羽小〈初代〉へ統合）[64]
- 黒羽町立川上小学校（1998年須佐木小へ統合）[63]

### 矢板市
- 矢板市立矢板小学校土屋分校[注釈 2]
- 矢板市立新高原小学校（1975年）[69]
- 矢板市立日新小学校（2009年矢板市立泉小学校へ統合）[70]
- 矢板市立上伊佐野小学校（同上）[70]
- 矢板市立長井小学校（同上）[70]
- 矢板市立矢板西小学校（2019年矢板小へ統合）[71]
- 矢板市立川崎小学校（2023年矢板小と矢板市立東小学校へ分割統合）[72]

### 那須塩原市
- 那須塩原市立上塩原小学校（2005年塩原小へ統合）[73]
- 那須塩原市立穴沢小学校（2014年那須塩原市立高林小学校へ統合）[74]
- 那須塩原市立戸田小学校（同上）[74]
- 那須塩原市立寺子小学校（2015年那須塩原市立鍋掛小学校へ統合）[75]
- 那須塩原市立金沢小学校（2016年関谷小へ統合）[76]
- 那須塩原市立塩原小学校（2017年那須塩原市立塩原中学校と統合し那須塩原市立塩原小中学校へ）[73]
- 那須塩原市立関谷小学校（2023年那須塩原市立箒根中学校などと統合し那須塩原市立箒根学園へ）[77]
- 那須塩原市立大貫小学校（同上）[77]
- 那須塩原市立横林小学校（同上）[77]
- 黒磯市立鳥野目小学校（1971年那須塩原市立黒磯小学校〈当時：黒磯市立〉の一部と統合し那須塩原市立稲村小学校〈当時：黒磯市立〉へ）[78]
- 黒磯市立穴沢小学校板室分校（1972年）
- 黒磯市立鴫内小学校（2002年高林小へ統合）[74]
- 塩原町立関谷小学校遅野沢分校（1959年9月1日）[76]

### さくら市
- さくら市立喜連川小学校〈旧〉（2010年統合によりさくら市立喜連川小学校〈新〉へ）[79]
- さくら市立鷲宿小学校（同上）[79]
- さくら市立金鹿小学校（同上）[79]
- さくら市立穂積小学校（同上）[79]
- さくら市立河戸小学校（同上）[79]
- 氏家町立上阿久津小学校（1978年さくら市立南小学校〈当時：氏家町立〉開校に伴い廃校）[80]
- 喜連川町立喜連川小学校早乙女分校（1963年）[80]
- 喜連川町立喜連川小学校葛城分校（1966年）[80]

### 那須烏山市
- 那須烏山市立野上小学校（2007年那須烏山市立烏山小学校へ統合）[81]
- 那須烏山市立向田小学校（同上）[81]
- 那須烏山市立境小学校〈旧〉（2008年東小と統合し那須烏山市立境小学校〈新〉へ）[82]
- 那須烏山市立東小学校（2008年境小〈旧〉と統合し境小〈新〉へ）[82]
- 那須烏山市立興野小学校（2009年那須烏山市立七合小学校へ統合）[83]
- 烏山町立大沢小学校（1967年烏山小大沢分校となり、1970年廃校）[81]
- 烏山町立神長小学校（1971年烏山小へ統合）[81]
- 烏山町立大桶小学校（1972年統合により七合小へ）[83]
- 烏山町立中山小学校（同上）[83]
- 烏山町立滝田小学校（同上）[83]
- 烏山町立大木須小学校（1990年小木須小と統合し東小へ）[84]
- 烏山町立小木須小学校（1990年大木須小と統合し東小へ）[84]
- 南那須町立荒川小学校〈旧〉（1974年統合により那須烏山市立荒川小学校〈当時：南那須町立〉へ）[85]
- 南那須町立八ヶ代小学校（同上）[85]
- 南那須町立曲畑小学校（同上）[85]
- 南那須町立鴻野山小学校（同上）[85]
- 南那須町立森田小学校（同上）[85]
- 南那須町立下江川小学校（1979年統合により那須烏山市立江川小学校〈当時：南那須町立〉へ）[86]
- 南那須町立三箇小学校（同上）[86]
- 南那須町立熊田小学校（同上）[86]
- 南那須町立藤田小学校（同上）[86]
- 南那須町立志鳥小学校（同上）[86]

### 下野市
- 下野市立国分寺西小学校（2019年下野市立国分寺小学校へ統合）[87]
- 下野市立薬師寺小学校（2022年吉田東小・吉田西小・南河内中と統合し下野市立南河内小中学校へ）[88]
- 下野市立吉田東小学校（2022年吉田西小・薬師寺小・南河内中と統合し南河内小中へ）[88]
- 下野市立吉田西小学校（2022年吉田東小・薬師寺小・南河内中と統合し南河内小中へ）[88]
- 石橋町立上古山小学校（1969年下古山小と統合し下野市立古山小学校〈当時：石橋町立〉へ）[89]
- 石橋町立下古山小学校（1969年上古山小と統合し古山小へ）[89]
- 南河内町立薬師寺小学校仁良川分校（1964年）[90]

## 郡部

### 河内郡
- 上三川町立本郷小学校南分校（1977年）[91]
- 上三川町立明治小学校北分校（1977年）[注釈 3]

### 芳賀郡
- 益子町立益子小学校星の宮分校（1981年）[93]
- 益子町立田野小学校東田井分校（1987年）[94]
- 益子町立田野小学校小泉分校（1987年）[94]
- 益子町立山本小学校（2007年[94]）
- 益子町立大羽小学校（2007年[94]）
- 益子町立小宅小学校（2007年[94]）
- 茂木町立馬門小学校（1966年茂木町立茂木小学校へ統合）[95]
- 茂木町立坂井小学校（同上）[95]
- 茂木町立小井戸小学校（同上）[95]
- 茂木町立林小学校（1969年茂木東小へ統合）
- 茂木町立鮎田小学校（1970年茂木東小へ統合）
- 茂木町立中川小学校〈旧〉（1980年統合により茂木町立中川小学校〈新〉へ）[96]
- 茂木町立牧野小学校（同上）[96]
- 茂木町立河又小学校（同上）[96]
- 茂木町立千本小学校（1985年桜井小と統合し茂木町立須藤小学校へ）[97]
- 茂木町立桜井小学校（1985年千本小と統合し須藤小へ）[97]
- 茂木町立逆川小学校〈旧〉（1987年統合により茂木町立逆川小学校〈新〉へ）[98]
- 茂木町立小貫小学校（同上）[98]
- 茂木町立深沢小学校（同上）[98]
- 茂木町立鳥生田小学校（1993年須藤小へ統合）[97]
- 茂木町立飯野小学校（1998年中川小へ統合）[96]
- 茂木町立山内小学校（2003年中川小へ統合）[96]
- 茂木町立茂木東小学校（2006年茂木小へ統合）[95]
- 茂木町立木幡小学校（2006年茂木小[95]と逆川小[98]へ分割統合）
- 市貝町立市塙小学校石下分校
- 市貝町立市貝中央小学校刈生田分校（1972年）[99]
- 市貝町立見上小学校（1973年小貝中央小へ統合）[99]
- 市貝町立市塙小学校（1983年上根小と統合し市貝町立市貝小学校へ）[100]
- 市貝町立上根小学校（1983年市塙小と統合し市貝小へ）[100]
- 市貝町立小貝南小学校（2013年中央小と統合し市貝町立小貝小学校へ）[101]
- 市貝町立小貝中央小学校（2013年小貝南小と統合し小貝小へ）[101]
- 市貝村立田野辺小学校（1963年文谷小と統合し小貝南小へ）
- 市貝村立文谷小学校（1963年田野辺小と統合し小貝南小へ）
- 芳賀町立祖母井小学校（1998年与能小と統合し芳賀町立芳賀東小学校へ）[102]
- 芳賀町立与能小学校（1998年祖母井小と統合し芳賀東小へ）[102]
- 芳賀町立上稲毛田小学校（1999年芳志戸小へ統合）
- 芳賀町立稲毛田小学校（2000年芳賀東小へ統合）[102]
- 芳賀町立下高根沢小学校（2003年芳志戸小と統合し芳賀町立芳賀北小学校へ）[103]
- 芳賀町立芳志戸小学校（2003年下高根沢小と統合し芳賀北小へ） [103]
- 芳賀町立水橋小学校（2006年統合により芳賀町立芳賀南小学校へ）[104]
- 芳賀町立水沼小学校（同上）[104]
- 芳賀町立高橋小学校（同上）[104]

### 下都賀郡
- 壬生町立北小学校（1960年5月31日南犬飼小国谷分校と統合し壬生町立壬生東小学校へ）[105]
- 壬生町立南犬飼小学校国谷分校（1960年5月31日北小と統合し壬生東小へ）[105]

### 塩谷郡
- 塩谷町立熊ノ木小学校東古屋分校（1967年）
- 塩谷町立熊ノ木小学校鳥羽分校（1968年）[106]
- 塩谷町立熊ノ木小学校西高原分校（1975年）[106]
- 塩谷町立上沢小学校（1978年塩谷町立大宮小学校へ統合）[107]
- 塩谷町立熊ノ木小学校（1999年塩谷町立玉生小学校へ統合）[108]
- 塩谷町立田所小学校（2007年大宮小へ統合）[107]
- 塩谷町立大久保小学校（同上）[107]
- 塩谷町立船生東小学校（1948年船生小東分教場から独立、2011年塩谷町立船生小学校へ統合）[109]
- 塩谷町立船生西小学校（1948年船生小西分教場から独立、2011年船生小へ統合）[106]
- 高根沢町立文挾小学校（1961年中央小東高谷分校と統合し高根沢町立北小学校文挾教室となり、1964年完全統合）[110]
- 高根沢町立中央小学校東高谷分校（1953年文挾小と統合し北小東高谷教室となり、1964年完全統合）[110]
- 高根沢町立中央小学校〈旧〉（1971年統合により高根沢町立東小学校へ）[111]
- 高根沢町立桑窪小学校（同上）[111]
- 高根沢町立柏崎小学校（同上）[111]
- 高根沢町立台新田小学校（同上）[111]
- 高根沢町立大谷小学校（1977年統合により高根沢町立中央小学校〈新〉へ）[112]
- 高根沢町立石末小学校（同上）[112]
- 高根沢町立花岡小学校（同上）[112]

### 那須郡
- 那須町立富岡小学校（1969年黒田原小〈初代〉へ統合）[113]
- 那須町立逃室小学校（1972年統合により朝日小へ）[114]
- 那須町立逃室小学校千振分校（同上）[114]
- 那須町立夕狩小学校（同上）[114]
- 那須町立成沢小学校（1974年黒田原小〈初代〉へ統合）[113]
- 那須町立稲沢小学校（1978年伊王野小へ統合）[115]
- 那須町立寄居小学校（1978年芦野小へ統合）[115]
- 那須町立黒田原小学校〈初代〉（2014年田中小と統合し那須町立黒田原小学校〈2代目〉へ）[113]
- 那須町立田中小学校（2014年黒田原小〈初代〉と統合し黒田原小〈2代目〉へ）[113]
- 那須町立田代小学校（2014年室野井小と統合し那須町立田代友愛小学校へ）[116]
- 那須町立室野井小学校（2014年田代小と統合し田代友愛小へ）[116]
- 那須町立池田小学校（2014年大沢小と統合し那須町立那須高原小学校へ）[117]
- 那須町立大沢小学校（2014年池田小と統合し那須高原小へ）[117]
- 那須町立伊王野小学校（2016年統合により那須町立東陽小学校へ）[118]
- 那須町立美野沢小学校（同上）[118]
- 那須町立芦野小学校（同上）[118]
- 那須町立大島小学校（2016年朝日小と統合し那須町立学びの森小学校へ）[114]
- 那須町立朝日小学校（2016年大島小と統合し学びの森小へ）[114]
- 那珂川町立武茂小学校（2008年那珂川町立馬頭小学校へ統合）[119]
- 那珂川町立健武小学校（同上）[119]
- 那珂川町立和見小学校（同上）[119]
- 那珂川町立大内小学校（2010年統合により那珂川町立馬頭東小学校へ）[120]
- 那珂川町立谷川小学校（同上）[120]
- 那珂川町立大山田小学校（同上）[120]
- 那珂川町立薬利小学校（2014年那珂川町立小川小学校へ統合）[121]
- 那珂川町立小川南小学校（同上）[121]
- 那珂川町立馬頭西小学校（2018年馬頭小へ統合）[122]
- 馬頭町立北向田小学校（1964年馬頭小へ統合）[119]
- 馬頭町立久那瀬小学校（1967年馬頭小へ統合）[119]
- 馬頭町立松野小学校（1968年富山小と統合し武茂小へ）[122]
- 馬頭町立富山小学校（1968年松野小と統合し武茂小へ）[122]
- 馬頭町立大山田上郷小学校（1980年大山田下郷小と統合し大山田小へ）[123]
- 馬頭町立大山田下郷小学校（1980年大山田上郷小と統合し大山田小へ）[123]
- 馬頭町立大那地小学校（1982年大内小へ統合）[124]
- 馬頭町立矢又小学校（2001年馬頭小へ統合）[119]
- 馬頭町立小口小学校（2001年小砂小と統合し馬頭西小へ）[125]
- 馬頭町立小砂小学校（2001年小口小と統合し馬頭西小へ）[125]